# Kilian Märkl
Kilian Märkl (* 10. April 2000 in Garmisch-Partenkirchen) ist ein ehemaliger deutscher Skispringer, der für den SC Partenkirchen gestartet ist. Sein größter Erfolg ist der Weltmeister-Titel im Mannschaftswettbewerb der Junioren-WM 2019 sowie die Teilnahme an der Vierschanzentournee 2019/20.

## Werdegang
Seine internationale Karriere begann im Rahmen von zwei Wettbewerben des Alpencups am 30. September und 1. Oktober 2016 in Hinterzarten, bei denen er die Plätze 36 und 22. belegte. Im darauffolgenden Winter startete Märkl im Alpencup, wo er zunächst mit den Plätzen 48. und 49. in Seefeld und jeweils Platz 36 bei den anschließenden Wettkämpfen in Schonach eher mäßig abschnitt. Im Laufe des Winters konnte er sich steigern und erreichte beim Wettkampf in Hinterzarten mit Platz 4 sein bis dato bestes Ergebnis im Alpencup. Im Sommer 2017 startete der Partenkirchner erneut im Alpencup. Bei den Wettkämpfen im französischen Chaux-Neuve sprang der Oberbayer auf die Plätze 18 und 30 und sammelte dadurch Punkte in der Alpencup-Gesamtwertung. Im restlichen Sommer sprang der Sportler durchweg auf konstantem Niveau und erreichte unter anderem auch in Kandersteg und Predazzo die Punkteränge. Im anschließenden Winter steigerte er seine Leistung und erreichte in Hinterzarten und Chaux-Neuve jeweils die Top 15. Am 17. August 2018 debütierte Märkl im Rahmen der Beskiden-Tour 2018 im Continental-Cup im polnischen Szcyrk, wo er mit Platz 44. den zweiten Durchgang verpasste. Auch in den anschließenden Stationen in Wisla und Frenstat verpasste der Sportler jeweils den Einzug in die Top 30. In der Gesamtwertung belegte der Springer vom SC Partenkirchen abschließend mit 303,20 Punkten Platz 47.
Am 6. Januar 2019 durfte Kilian Märkl nach starken Leistungen im Alpencup beim COC in Klingenthal an den Start gehen. Dort erreichte er mit Platz 4, seine bis heute beste Platzierung in einem Wettkampf des Continental-Cups. Aufgrund seiner guten Ergebnisse durfte er an der Junioren-WM 2019 im finnischen Lathi teilnehmen, wo der Athlet zusammen mit seinen Teamkollegen Luca Roth, Philipp Raimund und Constantin Schmid Gold im Teamspringen gewann. Im Einzelspringen erreichte er Platz 29. Daraufhin sprang der Juniorenweltmeister wieder im Alpencup. Dort erreichte er dann konstant den zweiten Durchgang, so dass er beim letzten COC-Wettkampf in Chaikovskiy teilnehmen durfte. Allerdings disqualifizierte ihn die FIS in beiden Wettkämpfen. Im Sommer 2019 startete Märkl zwar im COC, aber nach einigen enttäuschenden Ergebnissen wie z. B. Platz 35 im slowenischen Kranj, musste der Springer wieder in den Alpencup zurück. Dort konnte Märkl durch gute Ergebnisse überzeugen, Dementsprechend durfte er daraufhin an der Qualifikation für das Sommer-GP Springen in Klingenthal teilnehmen. Mit Platz 63 verpasste er allerdings die Qualifikation für das Springen.
Im Winter 2020 startete der Partenkirchener direkt im COC. Aufgrund überdurchschnittlichen Leistungen wurde er vom Bundestrainer in die Nationale Gruppe berufen. Allerdings verpasste Märkl mit den Plätzen 61 und 55 sowohl in Oberstdorf und Garmisch-Partenkirchen die Qualifikation für die Wettbewerbe. im weiteren Verlauf wurde der Sportler für die Junioren-WM 2020 im sächsischen Oberwiesenthal nominiert. Im Team gewann er zusammen mit Philipp Raimund, Claudio Haas, Luca Roth die Bronzemedaille. Die Saison beendete er auf Platz 51.
Im Sommer 2022 beendete Kilian Märkl seine Karriere.

## Statistik

### Continental-Cup-Platzierungen
| Saison  | Sommer | Sommer | Winter | Winter | Gesamt | Gesamt |
| Saison  | Platz  | Punkte | Platz  | Punkte | Platz  | Punkte |
| ------- | ------ | ------ | ------ | ------ | ------ | ------ |
| 2018/19 | 00-    | 0      | 059.   | 82     | 080.   | 82     |
| 2019/20 | 069.   | 37     | 040.   | 110    | 051.   | 147    |